# Liten
Liten är en sjö mellan Järpen och Mörsil i Åre kommun i Jämtland som genomlöps av Indalsälven. Sjön är 18,8 meter djup, har en yta på 16,2 kvadratkilometer och befinner sig 317 meter över havet.
Liten är en av Sveriges fiskrikaste sjöar. Andra större tillflöden förutom Indalsälven är Järpströmmen, Gisterån och Gulån.

## Delavrinningsområde
Liten ingår i delavrinningsområde (702375-139164) som SMHI kallar för Utloppet av Liten. Medelhöjden är 392 meter över havet och ytan är 85,68 kvadratkilometer. Räknas de 585 avrinningsområdena uppströms in blir den ackumulerade arean 6 123,23 kvadratkilometer. Avrinningsområdets utflöde Indalsälven mynnar i havet. Avrinningsområdet består mestadels av skog (61 procent). Avrinningsområdet har 16,6 kvadratkilometer vattenytor vilket ger det en sjöprocent på 19,4 procent. Bebyggelsen i området täcker en yta av 3,61 kvadratkilometer eller 4 procent av avrinningsområdet.